# Gypona conata
Gypona conata är en insektsart som beskrevs av Delong 1980. Gypona conata ingår i släktet Gypona och familjen dvärgstritar. Inga underarter finns listade i Catalogue of Life.